# Cephalops pallipes
Cephalops pallipes är en tvåvingeart som beskrevs av Johnson 1903. Cephalops pallipes ingår i släktet Cephalops och familjen ögonflugor. Inga underarter finns listade i Catalogue of Life.